# 大阪桐蔭中學校及高等學校
大阪桐蔭中學校及高等學校（日语：／ Ōsaka Tōin Chūgakkō Kōtōgakkō */?）是位於日本大阪府大東市的私立完全中學，由大阪產業大學於1983年創立。

## 簡介
大阪桐蔭高校的前身是創立於1983年的大阪產業大學高等學校（現大阪產業大學附屬中學校及高等學校）大東分校，以因應當時日本高中生的增加。最初招收150名學生，提供一般課程和體育專門課程。1988年從大阪產業大學高等學校獨立，1995年開設中學校。
大阪桐蔭為棒球名校。該校高中部的棒球社於1988年創立，於1991年的第73屆夏季甲子園首次拿下優勝，之後在春季甲子園、夏季甲子園皆有所斬獲，曾兩年達成春夏連霸紀錄（2012年、2018年），這兩年同時還贏得了国民体育大会高中棒球項目的冠軍，達成「三冠王」紀錄。

## 知名校友

### 職棒球員
- 中村剛也，2002年畢業。埼玉西武獅野手。
- 西岡剛， 2003年畢業。千葉羅德海洋野手。
- 平田良介， 2006年畢業。中日龍野手。
- 中田翔，2008年畢業。讀賣巨人野手。
- 淺村榮斗，2009年畢業。東北樂天金鷲野手。
- 藤浪晉太郎，2013年畢業。阪神虎投手。
- 森友哉，2014年畢業。埼玉西武獅捕手。
- 藤原恭大，2019年畢業。千葉羅德海洋野手。
- 根尾昂，2019年畢業。中日龍野手。
- 柿木蓮，2019年畢業。北海道日本火腿鬥士投手。
- 横川凱（日语：横川凱），2019年畢業。讀賣巨人投手。

### 籃球運動員
- 今川友哲，2015年畢業。滋賀湖星（日语：滋賀レイクスターズ）大前鋒。

### 藝人
- 岡副麻希，2011年畢業。自由播報員（日语：フリーアナウンサー）。
- 松村沙友理，2011年畢業。藝人，前乃木坂46成員。

## 外部連結
- 官方網站 （页面存档备份，存于）